# 偷吻 (2000年电影)
《偷吻》（法語：Un Baiser Volé）又名《偷窥女教师》，是2000年在香港上映的爱情电影。

## 剧情
李逸輝经过苦读考入了高等大学，他一直有一个7年的女朋友吴淑德。两人虽然感情深厚，却一直在身體親密方面点到为止，只能接吻和抚摸，不准婚前性行為。
李逸輝在大学里认识了开放的女孩梁爱诗，两人经常性地偷情，他一直都瞒着吴淑德。日久天长，在李逸輝和父亲喝醉酒的那天，翻船了。梁爱诗知道了他脚踏两只船的事情，于是提出了分手。
李逸輝又在学校里遇到了教师索菲亚，索菲亚是法国文学讲师。两人对法国文学的热爱使得彼此的距离越走越近。在索菲亚生日那天，索菲亚邀请李逸輝在家里举行生日宴会，当两人脱了衣服准备性愛时，索菲亚的外籍男友拿着求婚戒指叩开了她的门，李逸輝不得不离开索菲亚的家。
李逸輝失望地回到家中时，碰到了吴淑德，当夜两人发生了性关系。一段时间后，两人还是分了手，吴淑德嫁給了醫生。一年之后，索菲亚教师离开了香港去了法国，而李逸輝也在大學畢業後怀着法国梦乘坐飞机奔向法国。

## 演员
| 姓名   | 角色             | 备注                       |
| ------ | ---------------- | -------------------------- |
| 钟丽缇 | 索菲亚           | 法文讲师                   |
| 冯德伦 | 李逸輝           | 学生                       |
| 张绮桐 | 吴淑德           | 李逸輝的初恋               |
| 吴文忻 | 梁爱诗           | 李逸輝的大学女友，后来分手 |
|        | 索菲亚的外籍男友 |                            |

## 曲目
- 《我就是这样子》
- 《不要哭》

## 外部連結
- 開眼電影網上《偷吻》的資料（繁體中文）
- 豆瓣电影上《偷吻》的資料 （简体中文）
- 时光网上《偷吻》的資料（简体中文）
- 爛番茄上《偷吻》的資料（英文）
- 香港影庫上《偷吻》的資料（繁體中文）
- 互联网电影数据库（IMDb）上《偷吻》的资料（英文）